# Pierrot le fou
Pierrot le fou (bra: O Demônio das Onze Horas; prt: Pedro, o Louco) é um filme franco-italiano dirigido por Jean-Luc Godard e lançado em 1965. Baseada no livro Obsession, de Lionel White, a obra cinematográfica teve um orçamento de US$ 300 mil e é tido como um dos grandes marcos do movimento francês "Nouvelle Vague".

## Sinopse
Ferdinand Griffon (Jean-Paul Belmondo) é um professor de língua espanhola casado com uma italiana. Ele anda um pouco desiludido porque acaba de perder o seu emprego na televisão. Em uma noite, o casal vai a uma festa burguesa na casa de amigos. Mas para frequentar o evento social, precisavam que alguém cuidasse das crianças. Decidem, então, contratar a jovem Marianne (Anna Karina) como babá. Após uma noite decepcionante, Ferdinand volta para a casa, encontra Marianne e tenta conquistá-la. No dia seguinte, o novo casal foge em direção ao Sul, onde se envolvem com tráfico de armas e conspirações políticas.

## Elenco
- Jean-Paul Belmondo (como Ferdinand Griffon, Pierrot)
- Anna Karina (como Marianne Renoir)
- Graziella Galvani (como a esposa de Ferdinand)
- Aicha Abadir (como ela própria)
- Henri Attal (frentista)
- Dominique Zardi (frentista)
- Roger Dutoit (gangster)
- Hans Meyer (gangster)
- Georges Staquet (como Frank)
- László Szabó (exilado político)
- Dirk Sanders (como Fred, irmão de Marianne)
- Krista Nell (como Madame Staquet)
- Samuel Fuller (como diretor de cinema norte-americano)
- Raymond Devos (o louco do porto)

## Principais prêmios e indicações
Academia Britânica 1965 (Reino Unido)
- Indicado ao Prêmio de Melhor Ator Estrangeiro (Jean-Paul Belmondo)

Festival de Veneza 1965 (Itália)
- Indicado ao Leão de Ouro (Jean-Luc Godard)